# Tommy Richman
Tommy Richman (Woodbridge, Virginia; 21 de marzo de 2000) es un cantante, rapero y compositor estadounidense. Saltó a la fama en 2024 tras el lanzamiento de su sencillo "Million Dollar Baby", que comenzó a recibir un gran éxito a partir de fragmentos publicados en TikTok. La canción debutó en la posición número dos del Billboard Hot 100.

## Biografía
Nació en Woodbridge, Virginia, de un padre profesor de batería y una madre legalmente sorda. Comenzó a cantar cuando era niño, tomó lecciones de canto y representó ópera.
Comenzó a publicar música en SoundCloud y Spotify en 2016, donde lanzó su canción debut "Ballin' Stalin". Continuó lanzando sencillos y EP, con géneros que incluyen R&B y punk rock. Lanzó "Pleasantville" poco antes de regresar para su segundo año universitario, aunque abandonaría la universidad para seguir su carrera musical después de que la canción fuera bien recibida. En 2022 lanzó Paycheck, su primer EP. En 2023, firmó con el sello discográfico independiente ISO Supremacy de Brent Faiyaz, con un contrato asociado con Pulse Records. Más tarde, fue telonero para la gira de Faiyaz F*ck the World, It's a Wasteland Tour, y además apareció en la canción de Faiyaz "Upset" del mixtape de 2023 Larger than Life. A lo largo de abril de 2024, realizó avances para su próximo sencillo "Million Dollar Baby" en TikTok, el primero de los cuales se publicó el 13 de abril y obtuvo millones de visitas en la plataforma. Más tarde lanzó la canción el 26 de abril de 2024, recibiendo rápidamente 38 millones de reproducciones y debutando en la posición número 2 del Billboard Hot 100. Ha sido considerada por algunos como la canción del verano, y, tras debutar en el número dos del TikTok Billboard Top 50 el 11 de mayo de 2024, alcanzó el número uno la semana siguiente.

## Vida personal
Se mudó de Virginia a Los Ángeles, California, en 2022, donde vive desde entonces.

## Discografía

### Álbumes
- Alligator (2022)
- Coyote (2024)

### EPs
- - Paycheck (2022)
  - The Rush (2023)

### Sencillos
| Título                                           | Año  | Posiciones más altas | Posiciones más altas | Posiciones más altas | Posiciones más altas | Posiciones más altas | Posiciones más altas | Posiciones más altas | Posiciones más altas | Posiciones más altas | Posiciones más altas | Certificaciones                 |
| Título                                           | Año  | USA                  | USA HH               | AUS                  | CAN                  | IRL                  | NOR                  | NZ                   | SWI                  | UK                   | Global               | Certificaciones                 |
| ------------------------------------------------ | ---- | -------------------- | -------------------- | -------------------- | -------------------- | -------------------- | -------------------- | -------------------- | -------------------- | -------------------- | -------------------- | ------------------------------- |
| "Pleasantville"                                  | 2019 | —                    | —                    | —                    | —                    | —                    | —                    | —                    | —                    | —                    | —                    |                                 |
| "Walk"                                           | 2019 | —                    | —                    | —                    | —                    | —                    | —                    | —                    | —                    | —                    | —                    |                                 |
| "Melba"                                          | 2019 | —                    | —                    | —                    | —                    | —                    | —                    | —                    | —                    | —                    | —                    |                                 |
| "Avogadro's Number"                              | 2020 | —                    | —                    | —                    | —                    | —                    | —                    | —                    | —                    | —                    | —                    |                                 |
| "Pepsi Namco"                                    | 2020 | —                    | —                    | —                    | —                    | —                    | —                    | —                    | —                    | —                    | —                    |                                 |
| "Tu Pax"                                         | 2020 | —                    | —                    | —                    | —                    | —                    | —                    | —                    | —                    | —                    | —                    |                                 |
| "Uncle Pedro"                                    | 2020 | —                    | —                    | —                    | —                    | —                    | —                    | —                    | —                    | —                    | —                    |                                 |
| "Chrono Trigger"                                 | 2021 | —                    | —                    | —                    | —                    | —                    | —                    | —                    | —                    | —                    | —                    |                                 |
| "Star Girl"                                      | 2021 | —                    | —                    | —                    | —                    | —                    | —                    | —                    | —                    | —                    | —                    |                                 |
| "Games"                                          | 2022 | —                    | —                    | —                    | —                    | —                    | —                    | —                    | —                    | —                    | —                    |                                 |
| "Paycheck"                                       | 2022 | —                    | —                    | —                    | —                    | —                    | —                    | —                    | —                    | —                    | —                    |                                 |
| "Wish I Never Knew You"                          | 2023 | —                    | —                    | —                    | —                    | —                    | —                    | —                    | —                    | —                    | —                    |                                 |
| "30 Till Midnight"                               | 2023 | —                    | —                    | —                    | —                    | —                    | —                    | —                    | —                    | —                    | —                    |                                 |
| "Last Nite"                                      | 2023 | —                    | —                    | —                    | —                    | —                    | —                    | —                    | —                    | —                    | —                    |                                 |
| "Soulcrusher"                                    | 2024 | —                    | —                    | —                    | —                    | —                    | —                    | —                    | —                    | —                    | —                    |                                 |
| "Selfish"                                        | 2024 | —                    | —                    | —                    | —                    | —                    | —                    | —                    | —                    | —                    | —                    |                                 |
| "Million Dollar Baby"                            | 2024 | 2                    | 1                    | 1                    | 3                    | 5                    | 4                    | 1                    | 6                    | 3                    | 1                    | - BPI: Plata - RMNZ: 2× Platino |
| "—" muestra que la canción no entró a tal lista. |      |                      |                      |                      |                      |                      |                      |                      |                      |                      |                      |                                 |

### Otras canciones enlistadas
| Título                              | Año  | Posiciones más altas | Posiciones más altas | Álbum            |
| Título                              | Año  | USA                  | USA HH               | Álbum            |
| ----------------------------------- | ---- | -------------------- | -------------------- | ---------------- |
| "Upset" (con Brent Faiyaz y Felix!) | 2023 | 7                    | 33                   | Larger than Life |